# Stefan Kaufmann
Stefan Kaufmann (Solingen, 4 agosto 1960) è un batterista tedesco, storico membro della band heavy metal Accept dal 1980 al 1994.
Egli ha lavorato anche per altre band minori, tra cui gli U.D.O. (come chitarrista), per cui ha composto un gran numero di dischi, e i Toxin.
Nel 2012 ha lasciato gli U.D.O. per non meglio specificate ragioni di salute, continuando però a lavorare con loro dietro le quinte e come produttore nei suoi Roxx Studio.

## Discografia

### Accept
- 1979 - Accept
- 1980 - I'm a Rebel
- 1981 - Breaker
- 1982 - Restless and Wild
- 1983 - Balls to the Wall
- 1985 - Metal Heart
- 1986 - Russian Roulette
- 1989 - Eat the Heat
- 1990 - Staying a Life
- 1993 - Objection Overruled

### U.D.O.
- 1997 - Solid
- 1998 - No Limits
- 1999 - Holy
- 1999 - Best of U.D.O.
- 2001 - Live from Russia
- 2002 - Man and Machine
- 2003 - Nailed to Metal - The Missing Tracks
- 2004 - Thunderball
- 2005 - Mission No. X
- 2007 - Mastercutor
- 2007 - Metallized - 20 Years of Metal
- 2008 - Mastercutor Alive
- 2009 - Dominator
- 2011 - Rev-Raptor
- 2012 - Celebrator - Rare Tracks